# Barbie: Life in the Dreamhouse
Barbie: Life in the Dreamhouse foi uma série de animação computadorizada (CGI) de comédia baseada na famosa boneca Barbie pela Mattel. Foi produzida pela Arc Productions. A série estreou em 11 de maio de 2012 e teve uma disponibilidade na Netflix, YouTube e, anteriormente, no site Barbie.com.
Teve dois especiais televisivos na Nickelodeon em 1 de setembro de 2013. A série terminou em 25 de setembro de 2015. A série ganhou um reboot de animação computadorizada (CGI), intitulada Barbie Dreamhouse Adventures, lançada entre 3 de maio de 2018 e 12 de abril de 2020 na Netflix.
A série começou a ser produzida anos depois da Mattel dar início a adaptações animadas de seus brinquedos para internet como Max Steel: Turbo Missions, Monster High e Polly Pocket. Desde 2012, os episódios são divulgados exclusivamente para a internet, com algumas raras ocasiões em que a Mattel comprou espaço para a transmissão em canais como Boomerang, Nickelodeon e Netflix. Foi a primeira série de desenho animado baseada na boneca, pois até então participou apenas de filmes vendidos em DVDs.
No Brasil, tal como nos Estados Unidos, o desenho inicialmente foi lançado na Internet e, logo após, passou a ser exibido na televisão em canais como Cartoon Network e SBT (este último através dos programas Sábado Animado, Bom Dia & Companhia e Carrossel Animado). Atualmente, continua a ser reapresentado pelo Bom Dia & Companhia e pelo Sábado Animado (em rodízios com Monster High, Polly Pocket e Ever After High).
Em Portugal, o desenho também foi lançado na Internet e, logo após, passou a ser exibido na televisão nos canais SIC, SIC K e Canal Panda.
No Brasil, o último episódio da série também foi transmitido em 25 de setembro de 2015. Recentemente, a Mattel iniciou a produção de um reboot, intitulado Barbie Dreamhouse Adventures, que estreou em 3 de maio de 2018 na Netflix.
Em 2015, a série foi exibida na plataforma YouTube na primeira e quinta temporada. Anos depois da exibição, teve muita queda de audiência no canal e quedas não previstas, que acabaram ocasionando a retirada do ar em 20 de janeiro de 2016. Em vez disso, foi exibido a série de mangá shonen Yu Yu Hakusho, um sucesso de audiência no horário nobre e que acabou sendo concluída em 20 de fevereiro de 2016.
Em 2018, o YouTube foi anunciado para concordar em trazer de volta a série. No entanto, a Mattel proibiu quaisquer produtos derivados a boneca sem os direitos autorais da empresa.

## Enredo
A série foca no cotidiano de Barbie e seus amigos, em uma versão fictícia de Malibu, Califórnia, onde todos os habitantes são bonecas. Os episódios mostram as desventuras de Barbie, acompanhada de sua família e amigos, nos arredores de sua mansão resolvendo seus problemas de uma forma engraçada.

## Dublagem
- Estúdio: Doublesound
- Mídia: Televisão (SBT) / Netflix
- Direção: Márcia Coutinho
- Tradução: Vera Vitis

| Personagem | Dublagem |
| ---------- | --- |
| Barbie     | Flávia Saddy |
| Ken        | Gustavo Pereira |
| Nikki      | Márcia Coutinho |
| Teresa     | Ana Lúcia Menezes |
| Skipper    | Bruna Laynes |
| Stacie     | Roberta Piragibe |
| Chelsea    | Bia Menezes |
| Ryan       | Marcelo Sandryni |
| Migde      | Mariana Torres |
| Summer     | Lhays Macêdo |
| Raquelle   | Bárbara Ficher (1ª voz) Teline Carvalho (2ª voz) Fernanda Crispim (3ª voz) Ana Paula Martins (4ª voz) Renata Ferreira (5ª voz) Evie Saide (6ª voz) |

## Personagens

### Família Roberts
- Bárbara "Barbie" Millicent Roberts - A boneca protagonista do show. Ela mora numa imensa mansão cor de rosa conhecida como a Dreamhouse, junta de suas irmãs Skipper, Stacie e Chelsea, além de seus bichinhos de estimação. Ela é conhecida como uma celebridade na cidade além de ser uma garota boa tendo tido mais de 136 carreiras ao longo de seus mais de 50 anos. Constantemente é vista mudando seu visual, embora mantenha sempre seus cabelos loiros e compridos e de ter um interesse pela cor rosa. Possui um armário gigante repleto de roupas acumuladas de toda sua carreira de boneca.

- Skipper Margareth Roberts - A mais velha das irmãzinhas da Barbie. É arrogante e quase não liga para o que suas irmãs fazem. Ela é a única a não ser loira, tendo os cabelos escuros com uma mecha púrpura (embora antigamente a boneca fosse loira). Demonstra ser inteligente e tecnológica, sua obsessão por tecnologia é tanta que ela quase não larga seu celular da mão. Raquelle frequentemente a chama de "Barbie Júnior".

- Anastacia Tutti "Stacie" Roberts - A irmãzinha do meio da Barbie. Tende a ser a mais agitada e adora esportes e se aventurar, sendo considerada a mais radical e atleta das irmãs. Ela é loira e usa um rabo de cavalo no cabelo. Ela costuma ser chamada de "Barbie Júnior Júnior" por Raquelle.

- Chelsea Kelly Roberts - A mais nova das irmãzinhas da Barbie. Tende a ser a mais brincalhona e bagunceira das irmãs, e é muito esperta e desenvolvida para sua idade. Ela também é loira e usa um par de marias-chiquinhas no cabelo. Tem uma grande afinidade com os animais da mansão, principalmente com a Blissa. Além disso adora comer cupcakes, chegando a comer quantidades absurdas bem rápido,

### Amigos da Barbie
- Ken Carson - O namorado da Barbie. É um típico "namorado perfeito" que sempre faz tudo que a Barbie precisa, mesmo sem ela dar importância a isso. Muitas vezes chega a roubar cena na maioria das piadas pela sua personalidade exagerada e obsessiva pela Barbie, o que muitas vezes o faz parecer estúpido. Seu maior rival é o Ryan, o irmão da Raquelle que tenta conquistar a Barbie. Ele também é um gênio inventor, criando vários aparelhos geralmente defeituosos. Ele tem um primo chamado Ben, que é quase idêntico a ele, porém consegue ser melhor que o Ken em tudo.

- Raquelle Evangeline Ross - A rival da Barbie. É uma garota invejosa e arrogante que tenta ser melhor que a Barbie em tudo, mas sempre acaba fracassando miseravelmente em seus planos. Ela também é irmã de Ryan e parece querer conquistar o Ken. No entanto, mesmo com a rivalidade, Barbie a aceita como sua amiga e Raquelle muitas vezes é submissa a isso. Raquelle é meio asiática, e tem cabelos negros.

- Ryan Evangeline Jackson Ross - O irmão gêmeo de Raquelle e rival de Ken. Quase sempre tenta conquistar a Barbie e causar inveja no Ken, estando sempre brigando com ele em atenção da Barbie, mas assim como a sua irmã, vive fracassando. Muitas vezes é visto tocando um violão para querer impressionar a Barbie. Ele é muito narcisista e egocêntrico, vive se achando perfeito, além de ser obcecado pela sua própria imagem, porém ninguém nunca dá valor a isso.

- Nikki - Uma das amigas originais da Barbie. Ela juntamente da Teresa, estão presentes desde a primeira temporada da série. Nikki é negra, tem olhos castanhos claros, é a mais séria e centrada, porém um pouco estressada, talvez a única das amigas da Barbie com a cabeça no lugar. Não se dá bem com a Raquelle. Mas é notável a rivalidade maior entre Nikki x Raquelle, do que com as outras. Inicialmente não se deu bem com Midge, por as duas acharem que cada uma é a contraparte da outra, sendo assim, Nikki é a contraparte de Midge de Malibu, e Midge é a contraparte de Nikki de Wisconsin. (Talvez por conta de que antigamente, muitas das Barbies de profissão por exemplo, tinha uma contraparte Midge, e hoje em dia, o mesmo acontece com Nikki, porém numa escala mais ampliada.)

- Teresa - É outra das amigas originais da Barbie. Ela juntamente da Nikki estão presentes desde a primeira temporada. Teresa tem a pele morena, olhos cor-de-mel e os cabelos castanhos e é a mais descolada, e as vezes desajeitada. Um tanto quanto aérea e passa a ser mais excêntrica e desmiolada na 6ª temporada. Ela tem um macaco de pelúcia chamado Bananas que ela trata como um bichinho real. Teresa cozinha muito bem, principalmente cupcakes.

- Migde - A original melhor amiga da Barbie vinda de Wisconsin. Ela apareceu pela primeira vez na 3ª temporada se mudando para Malibu, a princípio foi apresentada como uma boneca em preto e branco com um vocabulário dos anos 60, mas depois de uma transformação ela foi modernizada, ficando com o mesmo visual de Barbie e suas amigas. Ela é calma e sensível, adora macramê e é o oposto da Summer. Originalmente a boneca era chamada de Viky na versão brasileira, nos anos 90 a Mattel promoveu um casamento dela com seu namorado Alan, porém depois de uma polêmica envolvendo sua gravidez e o nascimento de seus filhos, a Mattel descontinuou a boneca e pôs Teresa em seu lugar, mas retornou em Barbie Life in the Dreamhouse esquecendo o casamento.

- Summer - Sua antiga amiga Australiana da época das California Girls (ou apenas, Cali Girl) aparece na 4ª temporada. É a mais energética e esportista das amigas da Barbie, adora competições e desafios, ela consegue ser melhor que qualquer um menos a Barbie. É o oposto da Midge e parece ter uma rivalidade com ela. Summer tem cabelos louros-alaranjados e tem olhos cor-de-mel.

- Grace - Amiga que antes fazia parte da coleção SIS ("So in Style") mas apareceu no episodio "Tem Garota Nova na Cidade". Agora, com o reboot de muitas historias das amigas da Barbie (Como Midge, que o passado com o seu casamento, filhos e Alan foi "apagado")  ela conheceu Barbie e suas amigas e se tornou uma bff também. Ela é negra, (É um tom mais claro que Nikki) cabelos castanhos com mechas loiras, e tem olhos verdes.

### Animais
- Taffy, a cachorrinha de estimação da Barbie. É mais esperta do que aparenta, as vezes sendo sarcástica e imprevisível. Sempre cria confusões junta da Blissa e da Tawny. Já se tornou mãe de uma ninhada de filhotes em um dos episódios.

- Blissa, a gata de estimação da Barbie. Ela é muito mais inteligente do que aparenta, tem um pouco mais de malícia comparada a Taffy e a Tawny. Normalmente é a que lidera os animais nas confusões. Tem uma certa simpatia com a Chelsea.

- Tawny, a égua de estimação da Barbie. Juntamente com Taffy e Blissa, é esperta e sempre armam confusões juntas. Apesar do tamanho, mora praticamente dentro da mansão com outros mascotes da Barbie.

### Recorrentes
- Armário - Um robô cor de rosa criado por Ken para auxiliar Barbie na sua escolha de roupas na sala do armário. É arrogante e já foi antagonista em alguns episódios devido a um botão que permitia fazê-lo ser do mal.

- Clones - São personagens de fundo que frequentemente aparecem nos episódios. Elas tendem a possuir corpos e cabelos idênticos só diferenciando pelas cores. As adultas se assemelham com Raquelle, os masculinos adultos se assemelham com Ken, e as crianças se assemelham com Chelsea, Skipper e Stacie. A clone da Barbie, só foi vista no episódio "Bizarro".

- Urso - É um personagem recorrente que frequentemente faz aparições especiais em muitas cenas geralmente como motivo de piada. Ele apareceu pela primeira vez no episódio "Vamos Acampar", onde ajuda Stacie a cumprir seus objetivos de escoteira também sendo escoteiro. Ele mora na floresta de Malibu, apesar de já ter aparecido na floresta dentro do closet da Barbie.

- Repórter - Frequentemente aparece dando notícias boas e ruins no jornal local de Malibu. Ele tem o cabelo bem curto, usa um paletó e tem um bigode.
- Apresentador de Tv - O apresentador de Tv,  aparece no episódio "O Rally Da Barbie" na 6° Temporada (Especial de Tv). Tem os cabelos na cor marrom escuro, olhos verdes e sendo mostrado com um terno azul e gravata preta.

## Lista de Episódios

### 1ª temporada
- Episódio 01: Princesa do Armário
- Episódio 02: Feliz Aniversário, Chelsea
- Episódio 03: Irritação de Estimação
- Episódio 04: Cupcakes para Dar e Vender
- Episódio 05: Cabelo Kensacional!
- Episódio 06: Modelito Errado
- Episódio 07: Um Dia na Praia
- Episódio 08: Redecorando
- Episódio 09: Vamos Acampar
- Episódio 10: Cabelo Ruim
- Episódio 11: Carteira de Motorista
- Episódio 12: Eu Quero o Meu Vídeo
- Episódio 13: Gafes nos Presentes
- Episódio 14: A Butique da Barbie

### 2ª temporada
- Episódio 01: Bastidores
- Episódio 02: Princesa do Armário 2
- Episódio 03: Gincana das Irmãs
- Episódio 04: O Encolhedor
- Episódio 05: Cachorrinhos Demais
- Episódio 06: Armário Lotado
- Episódio 07: Golfinho da Vitrine
- Episódio 08: Não Tem Gliter! - Parte 1
- Episódio 09: Não Tem Gliter! - Parte 2

Logo Barbie: Life in the Dreamhouse

### 3ª temporada
- Episódio 01: Será Amor?
- Episódio 02: Desfile Desastrado
- Episódio 03: Precisa-se de um Ajudante
- Episódio 04: Festa do Pijama do Terror
- Episódio 05: Midge Makeover
- Episódio 06: Riscos de Trabalho
- Episódio 07: Vamos Acampar de Verdade!
- Episódio 08: Vamos Montar uma Boneca?

### 4ª temporada
- Episódio 01: A Chegada da Summer
- Episódio 02: De Limão para Limonada!
- Episódio 03: Vamos à Praia!
- Episódio 04: Feliz Dia do Banho
- Episódio 05: Medo de Chuva
- Episódio 06: O Clube do Ken
- Episódio 07: Um Presente para o Ken
- Episódio 08: Confusão no Shopping
- Episódio 09: A atualização

### 5ª temporada
- Episódio 01: Doutora Barbie
- Episódio 02: Presos no Elevador
- Episódio 03: O Jato da Barbie
- Episódio 04: Festa na Piscina (especial de TV)
- Episódio 05: Presa no Armário (especial de TV)

### 6ª temporada
- Episódio 01: Esquadrão Fashion Style - Parte 1
- Episódio 02: Esquadrão Fashion Style - Parte 2
- Episódio 03: Vestidinho
- Episódio 04: Festa dos Cachorros
- Episódio 05: Sonhar com a Dreamhouse
- Episódio 06: Prefeita de Malibu
- Episódio 07: Bizarro
- Episódio 08: Receita de Boneca
- Episódio 09: Tá na Rede
- Episódio 10: Dia só das Meninas
- Episódio 11: O Pet Shop da Chelsea
- Episódio 12: Procurada
- Episódio 13: Quebrando o Gelo - Parte 1
- Episódio 14: Quebrando o Gelo - Parte 2
- Episódio 15: O Rally da Barbie (especial de TV)
- Episódio 16: Tem Garota Nova na Cidade

### 7ª temporada
- Episódio 01: Empório Empírico de Malibu
- Episódio 02: Première Imprevisível
- Episódio 03: Quando o Gato Sai...
- Episódio 04: Ajudando os Animais
- Episódio 05: Aposta Entre as Irmãs
- Episódio 06: Primo Quase Perfeito
- Episódio 07: Esqueceram da Chelsea
- Episódio 08: Perdido no Espaço
- Episódio 09: Quem Faz Mais Sucesso?
- Episódio 10: Diversão Entre as Irmãs (especial); Nota: Este episódio foi transmitido no Brasil através da Netflix, participação especial das Fifth Harmony.
- Episódio 11: Os Clones da Barbie - Parte 1
- Episódio 12: Os Clones da Barbie - Parte 2
- Episódio 13: Os Clones da Barbie - Parte 3
- Episódio 14: Em Busca de um Presente (Último episódio da animação)

### Episódios Bônus
- Vídeo da Música de Life in the Dreamhouse (Versão 1)
- Ken e o Robô
- E-mail de Fã
- Tchau Areia
- Escola Técnica da Barbie; Nota: A Escola Técnica da Barbie é relacionada aos 136 trabalhos da Barbie.
- Vídeo da Música de Life in the Dreamhouse (Versão 2)
- Os sucessos do Ryan
- Todo mundo precisa de um Ken